# Magyarország éghajlata
Magyarország éghajlatát közvetlen természeti környezete, a Kárpát-medence keretében célszerű vizsgálni. Ennek a térségnek az éghajlatát az határozza meg, hogy három nagy európai éghajlati terület – a kontinentális, az óceáni és a mediterrán – ütközőterületén helyezkedik el. Az ország éghajlata leginkább nedves kontinentálisként jellemezhető.

## Általános jellemzők
Magyarország a szoláris éghajlati felosztás szerint a mérsékelt övben helyezkedik el a 45°45' és a 48°35' északi szélességek között, amely nagyjából az Egyenlítő és az Északi-sark közötti középhelyzetnek felel meg. A Föld éghajlati képének áttekintése során hazánkat a hűvös éghajlatok tartományába sorolhatjuk, azon belül a kontinentális éghajlat hosszabb meleg évszakkal megjelölésű altípusban helyezhetjük el. Erre az éghajlati típusra globálisan az jellemző, hogy az évi hőmérsékletingás jelentős, elkülönül a négy évszak.
Az éghajlat igen változékony, ahol a szélsőséges hőmérsékletű, kevés csapadékú kontinentális éghajlatra módosítólag hat az óceáni és a mediterrán hatás. Ennek előnye – az európai viszonylatban – sok napsütés és magas évi középhőmérséklet, hátránya a gyakori aszály, a relatív kevés csapadék és a késő tavaszi fagyok. 
A kontinentális hatást jelzi az egyes teleken tapasztalható kemény hideg. Az óceáni hatások elsősorban a nyugati peremvidékek kiegyenlítettebb hőmérsékletében, bőséges csapadékában jelennek meg, de ez okozza azt is, hogy a térségben 2,5 °C-os pozitív hőmérsékleti anomália mutatkozik a szélességi fok alapján várható átlaghőmérséklettől.
Nyugatról keletre fokozatosan növekednek az évi közepes hőingás értékei (Sopron 19–20 °C, Gyergyószentmiklós 26 °C), ami az óceáni hatás gyengülését és a kontinentális hatás erősödését jelzi.
A földközi-tengeri, mediterrán hatás elsősorban a délnyugati területek őszi, másodlagos csapadékmaximumában érzékelhetőek. A három nagy éghajlati hatás keveredése révén a medence időjárására jellemző a változékonyság, és gyakran alakulnak ki szélsőséges időjárási viszonyok.

### Hőmérséklet
Magyarország évi középhőmérséklete 10 °C körüli, ez megközelítőleg 2,5 °C-kal magasabb, mint ami az Egyenlítőtől való távolságból következne. A leghidegebb hónap a január, a legmelegebb a július. Az évi közepes hőingás mindenhol magasabb 20 °C-nál. 
A hőmérséklet évi alakulásában három sajátosság figyelhető meg : 
- Fagyosszentek – májusban. Az ország fölé érkező hideg sarki légtömegek derült éjszakákat, de emiatt erős lehűlést, hajnali fagyokat okoznak.
- Medárd-nap – június 8-a körül a nyugatról jövő hűvös, óceáni eredetű levegő hosszan tartó esőzést, tartós lehűlést okozhat.
- Vénasszonyok nyara vagy indián nyár – szeptember végén, de inkább október elején tapasztalható csendes, derült, meleg idő, melynek oka a mediterrán hatás.

## Éghajlatformáló tényezők
Az éghajlati feltételek Magyarországon is, mint általában, a napsugárzás, a földfelszín és a légkörzés kölcsönhatásának eredményeként formálódnak. Mindegyik tényezőnek a szerepe különböző, de kölcsönös hatásuk állandó.

### Napsugárzás
Az országban a csillagászatilag lehetséges napsütéses órák 45%-ban süt a Nap. A napsütéses órák száma kb. 1750 és 2080 óra között alakul. Jelentős a napfénytartam évi ingadozása, közel 800 óra is lehet a különbség. A legnaposabb hónap a július, a legborúsabb a december. Télen a hegyekben több a napsütés, mivel kiemelkednek az alsó ködös légrétegekből.
Magyarország legészakibb és legdélibb területeinek északi szélessége között 3°-os a különbség, ennek megfelelően a napsugárzás beesési szöge közötti szezonális különbség is 3°. A földfelszín évi teljes besugárzása, inszolációja Magyarországon 80-110 kcal/cm² között váltakozik.

### Domborzat
Az ország több mint a fele 200 méter tengerszint feletti magasságnál alacsonyabb síkság, a 400 méter tsz. feletti területek aránya pedig kevesebb, mint 2 százalék. Az éghajlatformáló tényezőknél a domborzatban a Kárpátok hatását kell kiemelni.
A domborzati viszonyok jól megmutatkoznak a különböző magasságú területek hőmérsékleti értékeiben. Az Alföld évi középhőmérséklete 10 °C körüli, a Dunántúli-középhegység hegytetőin 5 °C-ot mérnek. A Kárpát-medencét övező hegyvidékeken az 1500 méteres magasságban az évi középhőmérséklet már csak 2,5 °C.

### Csapadék
A csapadék területi eloszlásában is elsősorban a domborzat, illetve a medencehelyzet (tengertávolság) hatása tükröződik. Nyugatról kelet felé haladva jelentősen csökken a csapadék, s ezért van az, hogy legmagasabb hegységein, a Mátra és a Bükk keletebbi fekvésük miatt kevesebb csapadékot kapnak, mint az alacsonyabb, de nyugatabbra levő Bakony. A medence nyugati peremei kapják a legbőségesebb, 800–1400 mm/éves csapadékot, a legszárazabbak pedig a medence központi területei (500–600 mm/év). Hazánk hegyvidéki tájain a csapadék átlagos évi összegének 100 m-es magasságnövekedésére kb. 35 mm-es gyarapodása jut. Az Alföld északkeleti peremén ismét növekszik a csapadék mennyisége, ez azonban az Északkeleti-Kárpátok közelségének hatása.
Az egész medencében érvényesülő nyári csapadékmaximum az erősödő kontinentalitás jeleként kelet felé egyre határozottabbá válik: a Dunántúlon még csak az évi csapadék 28%-a, az Alföldön 30%-a, az Erdélyi-medencében viszont már 40%-a hullik nyáron.
Tavasztól őszig a csapadékhullást gyakran kísérik zivatarok. Az országban évi átlagban 25-40 zivataros nap fordul elő, legnagyobb gyakorisággal május-július között. A legtöbb zivatar az Északi-középhegység térségében, a legkevesebb az Alföld középső területein észlelhető.
Éghajlatunkon a csapadék egy része hó alakjában hull le. 20. század végi adatok alapján az alacsonyabb fekvésű területeken évente átlagosan 20-30 napon havazik, magasabb hegyeinken 50-60 havazásos nap volt.

### Szél
A medencejelleg az uralkodó nyugati szeleket is erősen befolyásolja. A szelek általában az úgynevezett szélkapuk felől fújnak a medence belseje felé.
A Dunántúlon az északi, északnyugati, a Tiszántúlon az északi, északkeleti szél az uralkodó. A legszelesebb vidék a Kisalföld. 
Az országban évente 60-70 alkalommal fordul elő vihar. Legismertebb helyi szél a bakonyi szél, a Balaton-felvidék hegyein átbukó szél, amely hirtelen érkezik, ezért veszélyes a Balaton vizében tartózkodókra. 

## Éghajlati jellemzők a nagyvárosokban
| Hónap                                    | Jan.  | Feb.  | Már.  | Ápr. | Máj. | Jún. | Júl. | Aug. | Szep. | Okt. | Nov.  | Dec.  | Év    |
| ---------------------------------------- | ----- | ----- | ----- | ---- | ---- | ---- | ---- | ---- | ----- | ---- | ----- | ----- | ----- |
| Rekord max. hőmérséklet (°C)             | 18,1  | 19,7  | 25,4  | 30,2 | 34,0 | 39,5 | 40,7 | 39,4 | 35,2  | 25,0 | 22,6  | 19,3  | 40,7  |
| Átlagos max. hőmérséklet (°C)            | 1,2   | 4,5   | 10,2  | 16,3 | 21,4 | 24,4 | 26,5 | 26,0 | 22,1  | 16,1 | 8,1   | 3,1   | 15,0  |
| Átlaghőmérséklet (°C)                    | −1,6  | 1,1   | 5,6   | 11,1 | 15,9 | 19,0 | 20,8 | 20,2 | 16,4  | 11,0 | 4,8   | 0,4   | 10,4  |
| Átlagos min. hőmérséklet (°C)            | −4,0  | −1,7  | 1,7   | 6,3  | 10,8 | 13,9 | 15,4 | 14,9 | 11,5  | 6,7  | 2,1   | −1,8  | 6,4   |
| Rekord min. hőmérséklet (°C)             | −25,6 | −23,4 | −15,1 | −4,6 | −1,6 | 3,0  | 5,9  | 5,0  | −3,1  | −9,5 | −16,4 | −20,8 | −25,6 |
| Átl. csapadékmennyiség (mm)              | 39    | 37    | 37    | 47   | 65   | 70   | 50   | 50   | 43    | 47   | 60    | 49    | 593   |
| Havi napsütéses órák száma               | 55    | 84    | 137   | 182  | 230  | 248  | 274  | 255  | 197   | 156  | 67    | 48    | 1933  |
| Forrás: Országos Meteorológiai Szolgálat |       |       |       |      |      |      |      |      |       |      |       |       |       |

| Hónap                                    | Jan. | Feb. | Már. | Ápr. | Máj. | Jún. | Júl. | Aug. | Szep. | Okt. | Nov. | Dec. | Év   |
| ---------------------------------------- | ---- | ---- | ---- | ---- | ---- | ---- | ---- | ---- | ----- | ---- | ---- | ---- | ---- |
| Átlagos max. hőmérséklet (°C)            | 0,6  | 3,7  | 9,8  | 15,5 | 20,8 | 23,8 | 25,7 | 25,7 | 20,7  | 14,3 | 6,4  | 1,7  | 14,1 |
| Átlaghőmérséklet (°C)                    | −2,0 | 0,1  | 5,0  | 10,3 | 15,5 | 18,4 | 20,1 | 19,8 | 15,4  | 9,7  | 3,6  | −0,6 | 9,7  |
| Átlagos min. hőmérséklet (°C)            | −4,5 | −3,0 | 1,1  | 6,0  | 10,6 | 13,5 | 15,2 | 14,7 | 10,8  | 5,9  | 0,8  | −2,7 | 5,7  |
| Átl. csapadékmennyiség (mm)              | 19   | 23   | 25   | 46   | 60   | 82   | 66   | 61   | 46    | 40   | 38   | 27   | 533  |
| Havi napsütéses órák száma               | 50   | 82   | 136  | 176  | 228  | 229  | 248  | 243  | 175   | 133  | 57   | 40   | 1797 |
| Forrás: Országos Meteorológiai Szolgálat |      |      |      |      |      |      |      |      |       |      |      |      |      |

| Hónap                                    | Jan. | Feb. | Már. | Ápr. | Máj. | Jún. | Júl. | Aug. | Szep. | Okt. | Nov. | Dec. | Év   |
| ---------------------------------------- | ---- | ---- | ---- | ---- | ---- | ---- | ---- | ---- | ----- | ---- | ---- | ---- | ---- |
| Átlagos max. hőmérséklet (°C)            | 0,6  | 4,1  | 10,4 | 16,6 | 21,7 | 24,6 | 26,5 | 26,1 | 22,4  | 16,5 | 8,5  | 2,6  | 15,1 |
| Átlaghőmérséklet (°C)                    | −2,6 | 0,2  | 5,1  | 10,7 | 15,8 | 18,7 | 20,3 | 19,6 | 15,8  | 10,3 | 4,5  | −0,2 | 9,9  |
| Átlagos min. hőmérséklet (°C)            | −5,5 | −3,0 | 0,6  | 5,4  | 10,1 | 13,1 | 14,4 | 13,7 | 10,3  | 5,3  | 1,3  | −2,8 | 5,3  |
| Átl. csapadékmennyiség (mm)              | 37   | 30   | 34   | 42   | 59   | 80   | 65   | 61   | 38    | 31   | 45   | 44   | 566  |
| Havi napsütéses órák száma               | 55   | 82   | 146  | 191  | 239  | 250  | 282  | 261  | 201   | 160  | 70   | 45   | 1982 |
| Forrás: Országos Meteorológiai Szolgálat |      |      |      |      |      |      |      |      |       |      |      |      |      |

| Hónap                                    | Jan. | Feb. | Már. | Ápr. | Máj. | Jún. | Júl. | Aug. | Szep. | Okt. | Nov. | Dec. | Év   |
| ---------------------------------------- | ---- | ---- | ---- | ---- | ---- | ---- | ---- | ---- | ----- | ---- | ---- | ---- | ---- |
| Átlagos max. hőmérséklet (°C)            | 1,7  | 5,1  | 11,2 | 17,1 | 22,3 | 25,3 | 27,4 | 27,0 | 23,4  | 17,6 | 9,5  | 3,8  | 16,0 |
| Átlaghőmérséklet (°C)                    | −1,8 | 0,9  | 5,6  | 11,1 | 16,2 | 19,2 | 20,8 | 20,2 | 16,5  | 11,0 | 5,1  | 0,6  | 10,5 |
| Átlagos min. hőmérséklet (°C)            | −4,8 | −2,5 | 0,9  | 5,5  | 10,3 | 13,4 | 14,4 | 13,9 | 10,4  | 5,6  | 1,7  | −2,1 | 5,6  |
| Átl. csapadékmennyiség (mm)              | 29   | 25   | 29   | 41   | 51   | 72   | 50   | 57   | 34    | 26   | 41   | 40   | 495  |
| Havi napsütéses órák száma               | 62   | 87   | 142  | 180  | 234  | 255  | 288  | 266  | 210   | 170  | 80   | 51   | 2025 |
| Forrás: Országos Meteorológiai Szolgálat |      |      |      |      |      |      |      |      |       |      |      |      |      |

| Hónap                                           | Jan. | Feb. | Már. | Ápr. | Máj. | Jún. | Júl. | Aug. | Szep. | Okt. | Nov. | Dec. | Év   |
| ----------------------------------------------- | ---- | ---- | ---- | ---- | ---- | ---- | ---- | ---- | ----- | ---- | ---- | ---- | ---- |
| Átlagos max. hőmérséklet (°C)                   | 2,7  | 5,5  | 10,9 | 16,0 | 21,3 | 24,3 | 26,7 | 26,6 | 21,8  | 15,8 | 8,3  | 3,9  | 15,4 |
| Átlaghőmérséklet (°C)                           | −0,3 | 1,7  | 6,1  | 10,7 | 15,8 | 18,8 | 20,8 | 20,7 | 16,5  | 11,1 | 4,8  | 1,1  | 10,7 |
| Átlagos min. hőmérséklet (°C)                   | −2,9 | −1,5 | 1,9  | 6,0  | 11,0 | 13,7 | 15,0 | 15,2 | 11,7  | 6,9  | 1,9  | −1,3 | 6,5  |
| Átl. csapadékmennyiség (mm)                     | 34   | 29   | 32   | 51   | 62   | 84   | 62   | 61   | 55    | 49   | 58   | 47   | 624  |
| Havi napsütéses órák száma                      | 68   | 105  | 151  | 183  | 245  | 259  | 289  | 269  | 203   | 159  | 85   | 65   | 2081 |
| Forrás: Országos Meteorológiai Szolgálat (OMSZ) |      |      |      |      |      |      |      |      |       |      |      |      |      |

| Hónap                         | Jan. | Feb. | Már. | Ápr. | Máj. | Jún. | Júl. | Aug. | Szep. | Okt. | Nov. | Dec. | Év   |
| ----------------------------- | ---- | ---- | ---- | ---- | ---- | ---- | ---- | ---- | ----- | ---- | ---- | ---- | ---- |
| Átlagos max. hőmérséklet (°C) | 1,9  | 4,6  | 10,2 | 16,0 | 21,1 | 24,0 | 26,2 | 25,6 | 21,6  | 15,9 | 8,3  | 3,3  | 14,9 |
| Átlaghőmérséklet (°C)         | −0,5 | 1,3  | 5,5  | 10,4 | 15,7 | 18,6 | 20,4 | 19,9 | 15,5  | 10,2 | 4,6  | 1,1  | 10,3 |
| Átlagos min. hőmérséklet (°C) | −4,0 | −2,0 | 1,4  | 5,5  | 9,9  | 13,1 | 14,4 | 14,1 | 10,8  | 5,9  | 1,9  | −1,9 | 5,8  |
| Átl. csapadékmennyiség (mm)   | 32   | 33   | 28   | 38   | 55   | 64   | 53   | 65   | 38    | 35   | 53   | 38   | 532  |
| Havi napsütéses órák száma    | 60   | 97   | 138  | 189  | 247  | 250  | 268  | 259  | 188   | 143  | 73   | 51   | 1963 |
| Forrás: HKO, met.hu           |      |      |      |      |      |      |      |      |       |      |      |      |      |

| Hónap                                    | Jan. | Feb. | Már. | Ápr. | Máj. | Jún. | Júl. | Aug. | Szep. | Okt. | Nov. | Dec. | Év   |
| ---------------------------------------- | ---- | ---- | ---- | ---- | ---- | ---- | ---- | ---- | ----- | ---- | ---- | ---- | ---- |
| Átlagos max. hőmérséklet (°C)            | 2,6  | 5,7  | 10,7 | 15,4 | 20,6 | 23,6 | 26,1 | 26,0 | 21,2  | 15,3 | 7,9  | 3,7  | 15,0 |
| Átlaghőmérséklet (°C)                    | −0,9 | 1,0  | 5,2  | 9,6  | 14,8 | 17,8 | 19,7 | 19,4 | 15,2  | 9,8  | 3,9  | 0,4  | 9,7  |
| Átlagos min. hőmérséklet (°C)            | −4,0 | −2,8 | 0,6  | 4,3  | 9,0  | 12,1 | 13,8 | 13,6 | 9,9   | 5,0  | 0,6  | −2,4 | 5,0  |
| Átl. csapadékmennyiség (mm)              | 24   | 22   | 30   | 38   | 67   | 78   | 78   | 68   | 57    | 47   | 49   | 32   | 590  |
| Havi napsütéses órák száma               | 64   | 98   | 132  | 172  | 230  | 227  | 249  | 239  | 173   | 139  | 72   | 53   | 1848 |
| Forrás: Országos Meteorológiai Szolgálat |      |      |      |      |      |      |      |      |       |      |      |      |      |

## A klímaváltozás hatása Magyarország éghajlatára
A klímaváltozás nyomán a közelmúltban felgyorsuló tendencia eredményeként érezhetően mediterrán típusúvá kezd válni hazánk időjárása: hosszú, forró és száraz nyarak, rövid, enyhe valamint hóban szegény telek, a tavasz és az ősz lerövidülése, a növekvő évi átlaghőmérséklet és napfénytartam mellett a gyakori aszályos időszakok között ritkán lehulló, néha azonban nagy mennyiségű – következményeként egyes térségekben akár villámárvizeket is okozó – eső jellemzik.

## Érdekességek
A januári havi középhőmérséklet átlagosan −1 °C, de 2017-ben ez −5,9 °C volt. A márciusi havi középhőmérséklet átlagosan 5–6 °C közt alakul, míg az áprilisi havi középhőmérséklet 11 fok szokott lenni átlagban. 2018 márciusában +3,3 fok volt a havi átlaghőmérséklet, míg áprilisban a havi középhőmérséklet 15,63 °C volt, amely 1901 óta a legmelegebb áprilisnak számít Magyarországon. A májusi legmagasabb átlaghőmérsékletet 2003-ban észlelték, 19,17 fok volt. 2018-ban 19,13 fok volt a májusi átlaghőmérséklet. 2017 átlaghőmérséklete 14,1 fok volt, amely az iparosodás korszaka előtti átlagnál (+12,9 °C) 1,2 fokkal magasabb. 2017 éves középhőmérséklete +11,06 fok volt. 2017-ben átlagosan 605 mm csapadék hullt le Magyarországon.
Hazánkban az országos minimumhőmérséklet átlaga október elején 9 fok körül alakul.

### Legkésőbbi havazások
- Magyarországon a valaha feljegyzett legkésőbbi havazás időpontja június 18-a volt 1918-ban. Ekkor országszerte havazott.[18][19]
- 2017. május 9-én délután havazott Bánkúton.[20]

A Nógrád vármegyei Zabar és környéke az ország egyik leghidegebb téli középhőmérsékletű területe. 2020. októberi adatok szerint az év 365 napjából 55-nél Zabar tartja a napi minimumhőmérsékleti rekordot. A település két részből áll: Külső- és Belső-Zabar; a hidegrekordok az utóbbira jellemzők, mivel dombok között, völgyben fekszik, míg Külső-Zabar nyíltabb területen helyezkedik el.

## Lásd még
- Magyarország csapadékrekordjainak listája
- Magyarországi hórekordok listája